# Под прикрытием (телесериал, 2009)
«Под прикрытием» (англ. Dark Blue) — американский телесериал, премьера которого состоялась 15 июля 2009 года на телеканале TNT. Премьерный эпизод привлёк 3,5 миллиона зрителей, однако к конце сезона количество зрителей упало до 1,61 миллиона зрителей. Несмотря на снижение рейтингов, сериал был продлён на второй сезон.
16 ноября 2010 года сериал был закрыт после двух сезонов.

## Сюжет
Лейтенант Картер Шоу (Дилан Макдермотт) является главой подразделения, занимающегося операциями под прикрытием. Он офицер, который посвятил всю свою жизнь делу уничтожения преступников в Лос-Анджелесе, и это стоила ему брака. В его команду входит новобранец Тай Кёртис (Омари Хардвик), который мечется между службой и новой жизнью; офицер Дин Бендис (Логан Маршалл-Грин), настолько слившийся со своей «легендой» под прикрытием, что его команда больше не уверена, на какой он стороне; и Джейми Аллен (Никки Эйкокс), «зелёная» патрульная полицейская, принятая в подразделение из-за её тёмного прошлого и криминальных навыков.

## В ролях
- Дилан Макдермотт — лейтенант Картер Шоу
- Омари Хардвик — Тай Кёртис
- Логан Маршалл-Грин — Дин Бендис
- Никки Эйкокс — Джейми Аллен
- Триша Хелфер — спецагент ФБР Алекс Райс (сезон 2)